# Олга Славникова
Олга Александровна Славникова (рус. О́льга Алекса́ндровна Сла́вникова 23. октобар 1957. Јекатеринбург) је руска књижевница и књижевни критичар. Награђена је наградом Руски Букер 2006, и наградом Јасна Пољана 2018. године.

## Биографија
Олга Славникова је рођена и одрасла у Јекатеринбургу. Дипломирала је на  новинарство на Уралском државном универзитету 1981. године. Радила је у Научно -истраживачком институту Тјажмаш до 1988. године. Затим је била уредник у књижевном часопису.
Њена прва белетристичка дела објављена су крајем осамдесетих. Живи и ради у Москви од 2001. године.
Романе је почела да објављује деведесетих година, и за њих добила награде, укључујући награду Аполон Григориев, награду Полонски, награду Базгов, награду Октобар и награду Урал. За роман 2017.  награђена је наградом Руски Букер 2006. године.
За роман Скок у даљ из 2018. године, освојила је награду Јасна Пољана и била је у ужем избору за Велику књигу.
Такође, пише књижевне критике о савременој књижевности и ради као директор Дебитантске књижевне награде, која годишње прими до 50.000 пријава. Награду је основала приватна организација Поколение како би помогла младим руским ауторима да објављују своја дела у Русији и у преводима широм света. Олга је директорка дебитантске награде од 2001. године.

### Романи
- Бруцошкиња, 1988
- Вилин коњиц увеличан до величине пса, 1999.
- Сам у огледалу, 2000.
- Бесмртни, 2001.
- 2017, 2006.
- Лака глава, 2010.
- Скок у даљ 2018.

### Приповетке
- Љубав у седмом вагону, 2008.